# Meteoalarm
MeteoAlarm ist ein Unwetterwarnsystem und das Unwetterportal der Europäischen Wetteragentur EUMETNET.

## Definitionen

### Gefahrenarten
Das System umfasst folgende extreme Wetter (Stand 2024):
- Wind (Sturmböen und Starkwindereignisse)
- Schnee/Eis (Schneefälle, Glatteis, Blitzeis, Schneesturm u. ä.)
- Gewitter
- Nebel
- Extrem hohe Temperatur (Hitzewellen)
- Extrem niedrige Temperatur (Kältewellen)
- Küstenereignis (Sturmfluten)
- Waldbrand
- Lawinen (Lawinengefahren)
- Regen (Starkregen mit Hochwassergefahr)
- Überflutungen

Diese werden mit einfachen Piktogrammen dargestellt.

### Gefahrenstufen
Die Klassifizierung der Gefahrstufen erfolgt nach den Skalen der lokalen Häufigkeit oder phänomenologisch nach Auswirkung, die die regionalen Witterungs- und Wettergegebenheiten berücksichtigt, und das Ausmaß der Ausnahmesituation vor Ort vergleichbar macht.
- Auf europäischer Ebene gilt:

| Farbe  | Bedeutung der Farben |
| ------ | --- |
| Grün   | Es ist keine erhöhte Aufmerksamkeit aufgrund des Wetters notwendig. |
| Gelb   | Das Wetter ist potenziell gefährlich. Die vorhergesagten Wetterphänomene sind nicht ungewöhnlich, aber eine erhöhte Aufmerksamkeit ist bei Tätigkeiten, die meteorologischen Risiken ausgesetzt sind, angebracht. Halten Sie sich über die zu erwartenden meteorologischen Bedingungen am Laufenden und gehen Sie keine vermeidbaren Risiken ein.                                                                                   |
| Orange | Das Wetter ist gefährlich. Ungewöhnliche meteorologische Phänomene wurden vorhergesagt. Schäden und Unfälle sind wahrscheinlich. Seien Sie sehr aufmerksam und vorsichtig und halten Sie sich ausführlich über die zu erwartenden meteorologischen Verhältnisse am Laufenden. Bedenken Sie möglicherweise unvermeidbare Risiken. Folgen Sie jeglichen Anweisungen Ihrer Behörden.                                                   |
| Rot    | Das Wetter ist sehr gefährlich. Ungewöhnlich intensive meteorologische Phänomene wurden vorhergesagt. Extreme Schäden und Unfälle, oft über größere Flächen, bedrohen Leben sowie Hab und Gut. Informieren Sie sich laufend und ausführlich über erwartete meteorologische Verhältnisse und Gefahren. Folgen Sie in jedem Fall den Anweisungen und dem Rat Ihrer Behörden und bereiten Sie sich auf außergewöhnliche Maßnahmen vor. |
| Weiß   | Fehlende, unvollständige, veraltete oder nicht vertrauenswürdige Daten. |

Quelle: MeteoAlarm Stand des Systems: 3/2024
- Auf Länderebene gilt die Warnsituation jedes teilnehmenden Landes
- Regionale Informationen geben die spezifischen Warninformationen für diese Region

Dabei erhält eine Region immer die jeweils höchste Warnstufe, die dort auftritt.

## Abdeckung
Die Abdeckung erfolgt in Warnklassen für die Länder (und vergleichbaren Verwaltungseinheiten) der beteiligten Staaten. Die GeoSphere Austria in Österreich bietet seit August 2012 als erster der Wetterdienste die Alarmstufen – frei im Internet verfügbar – bis auf Gemeindeebene an.

## Organisation

### Geschichte
MeteoAlarm wurde im Rahmen eines europäischen Projektes mehrerer nationaler Wetterdienste unter der Leitung des Salzburger Meteorologen Michael Staudinger und des holländischen Meteorologen Frank Kroonenberg entwickelt – Anlass war der Orkan Kyrill. Die Warnplattform meteoalarm.org wird von der GeoSphere Austria in Wien betreut und von der World Meteorological Organization (WMO) unterstützt. Sie wurde 2007 am 23. März, dem Welttag der Meteorologie, in Madrid präsentiert. 2008 umfasst das System Warnungen aus 30 Ländern und war in 27 Sprachen verfügbar. Es soll auch in das Observing System Research and Predictability Experiment (THORPEX) im Rahmen des World Weather Research Programme (WWRP) der WMO eingehen.
Die beiden Gründer wurden von der EUMETNET mit dem Outreach and Communication Award 2008 ausgezeichnet. Als besonderer Vorzug gilt das intuitive, auf Farben und Piktogrammen aufgebaute, und europaweit vergleichbare Warnsystem.
Auf die Website wurde am ersten Tag 12 Millionen Mal zugegriffen und verzeichnete um 2008 durchschnittlich 200.000 Zugriffe/Tag.
Im Jahr 2012 waren dann 32 Staaten beteiligt, 2014 schon 34, und 32 Sprachen implementiert.

### Internationale Beteiligung der Wetterdienste
Derzeit (Stand 2024) sind 38 staatliche Wetterdienste in Europa an diesem Projekt beteiligt:

GeoSphere Austria (Österreich),
FMHZ  (Bosnien-Herzegowina),
RMI (Belgien),
NIMH (Bulgarien),
Cyprus MS (Zypern),
ČHMÚ (Tschechien),
DWD (Deutschland),
DMI (Dänemark),
EMHI (Estland),
FMI (Finnland),
Météo-France (Frankreich),
HNMS (Griechenland),
DHMZ (Kroatien),
HungaroMet (Ungarn),
Metéirann (Irland),
VERDUR (Island), IMS (Israel),
MeteoAM (Italien),
Service météorologique de Luxembourg (Luxemburg),
LVGMC (Lettland), MeteoLT (Litauen),
Malta International Airport (Malta), SHS (Moldawien),
HMZCG (Montenegro),
KNMI (Niederlande),
NHMS (Nordmazedonien),
MET Norway (Norwegen),
IMGW (Polen),
IPMA  (Portugal),
Meteo Romania (Rumänien),
HIDMET (Serbien),
SMHI (Schweden),
MeteoSchweiz (Schweiz),
ARSO (Slowenien),
SHMÚ (Slowakei),
AEMet (Spanien), UHMC (Ukraine),
Met Office (Großbritannien)
Somit werden mehr als 650 Regionen in ganz Europa in einem einheitlichen Warnsystem von Unwettern gewarnt.